# Dornoch Light Railway
| Das ehemalige Bahnhofsgebäude von Dornoch |                      |                               |                               |
| |                      |                               |                               |
| Streckenlänge: | 12,3 km              |                               |                               |
| Spurweite: | 1435 mm (Normalspur) |                               |                               |
| |                      |                               |                               |
| \| \| \| von Inverness \| \| \| \| 0,0 mi (0 km) \| The Mound 1868–1960 \| The Mound 1868–1960 \| \| \| \| nach Wick/Thurso \| \| \| \| \| River Fleet \| \| \| \| 1,35 mi (2,2 km) \| Cambusavie Platform 1902–1960 \| Cambusavie Platform 1902–1960 \| \| \| 3,75 mi (6 km) \| Skelbo 1902–1960 \| Skelbo 1902–1960 \| \| \| 5,41 mi (8,7 km) \| Embo 1902–1960 \| Embo 1902–1960 \| \| \| 7,64 mi (12,3 km) \| Dornoch 1902–1960 \| Dornoch 1902–1960 \| |                      |                               |                               |
| Strecke |                      | von Inverness                 | von Inverness                 |
| ehemaliger Bahnhof | 0,0 mi (0 km)        | The Mound 1868–1960           | The Mound 1868–1960           |
| Abzweig ehemals geradeaus und nach links |                      | nach Wick/Thurso              | nach Wick/Thurso              |
| Brücke über Wasserlauf (Strecke außer Betrieb) |                      | River Fleet                   | River Fleet                   |
| Haltepunkt / Haltestelle (Strecke außer Betrieb) | 1,35 mi (2,2 km)     | Cambusavie Platform 1902–1960 | Cambusavie Platform 1902–1960 |
| Haltepunkt / Haltestelle (Strecke außer Betrieb) | 3,75 mi (6 km)       | Skelbo 1902–1960              | Skelbo 1902–1960              |
| Haltepunkt / Haltestelle (Strecke außer Betrieb) | 5,41 mi (8,7 km)     | Embo 1902–1960                | Embo 1902–1960                |
| Kopfbahnhof Streckenende (Strecke außer Betrieb) | 7,64 mi (12,3 km)    | Dornoch 1902–1960             | Dornoch 1902–1960             |

Die Dornoch Light Railway war eine Bahnstrecke in Schottland, die von 1902 bis 1960 betrieben wurde. Sie diente der Anbindung von Dornoch, dem Hauptort der traditionellen Grafschaft Sutherland, an das Schienennetz. Erbaut wurde sie von der gleichnamigen Eisenbahngesellschaft, die mit dem Betrieb die Highland Railway beauftragte. Infolge des Railways Act 1921 kam die Bahnstrecke 1923 zur London, Midland and Scottish Railway (LMS), 1948 ging sie zusammen mit der LMS infolge des Transport Act 1947 an die neugegründete Staatsbahn British Railways (BR). Infolge sinkender Nachfrage und zunehmender Konkurrenz des Straßenverkehrs stellte BR den Betrieb der Strecke 1960 ein und ließ die Gleise anschließend abbauen.

## Geschichte
Beim Bau der Far North Line war Dornoch aufgrund seiner Lage zwischen dem tief in das Binnenland einschneidenden Dornoch Firth und dem Loch Fleet unberücksichtigt geblieben. Insbesondere der eisenbahnbegeisterte 3. Duke of Sutherland als maßgeblicher Unterstützer und Finanzier der Strecke hatte die schließlich realisierte Führung über Ardgay und Lairg favorisiert, um eine teure Querung des Dornoch Firth zu vermeiden. Dornoch als Hauptort der Grafschaft war damit weiter lediglich über Kutschverbindungen zu erreichen. Weitere Versuche, auch Dornoch an das Eisenbahnnetz anzubinden, blieben aufgrund des hohen Kapitalbedarfs zunächst erfolglos.
Der 1896 verabschiedete Light Railways Act ermöglichte den kostengünstigeren Bau von Bahnstrecken für lokale Bedürfnisse mit vereinfachten technischen Parametern und Betriebsbedingungen. Bereits ein Jahr später gründete sich in Dornoch die Dornoch Light Railway Company (DLR). Der 4. Duke of Sutherland, der wie sein Vater ausgesprochen eisenbahninteressiert war, übernahm den Vorsitz der Gesellschaft. Er stellte auch einen Teil der Finanzmittel und überließ der Gesellschaft wesentliche Teile des erforderlichen Baugrunds. Weitere Finanzmittel kamen vom County Council der Grafschaft Sutherland, dem Town Council von Dornoch sowie HM Treasury, letztere knüpfte ihre Beteiligung an die Zusage der Highland Railway (HR), die Strecke mindestens 99 Jahre zu betreiben. Am 13. August 1898 erhielt die Gesellschaft die Genehmigung zum Bau der Strecke. Die Highland Railway erklärte sich jedoch erst nach Abgabe einer Garantie zum Ausgleich möglicher Verluste durch die Direktoren der Gesellschaft bereit, die Strecke zu betreiben. Für die ersten 15 Jahre übernahm diese Garantie der Duke of Sutherland und die Treasury akzeptierte eine Reduktion der Betriebspflicht der HR auf 50 Jahre.
Nachdem das erforderliche Kapital zusammengekommen war, fand am 15. Mai 1900 die Feier zum ersten Spatenstich in Anwesenheit des Duke of Sutherland, leitender Vertreter der Highland Railway und Mitgliedern des Dornoch Town Council statt. In Vertretung der verhinderten Duchess of Sutherland übernahm Florence Chaplin, die Tochter von Henry Chaplin, 1. Viscount Chaplin und Nichte des Duke, den Spatenstich. Nach einer entsprechenden Ausschreibung übernahm Messrs. Chisholm & Co., eine lokale Baufirma aus Dingwall, für £ 11.573 den Bau, ging aber im November des gleichen Jahres bankrott. Erst im Juli des Folgejahres konnte mit dem Bauunternehmer Roderick Fraser eine andere Firma den Bau fortsetzen. Der Duke of Sutherland lieferte als weitere Unterstützung die Schwellen aus seinem Sägewerk in Golspie. Das Board of Trade als zuständige Aufsichtsbehörde hatte für den Bau im Vergleich mit anderen nach dem Light Railways Act genehmigten Strecken deutlich höhere Auflagen erlassen. So musste die ganze Strecke eingezäunt werden, und alle Bahnübergänge waren mit Gattern zu sichern. Kostenvorteile beim Bau ergaben sich daher lediglich noch durch den einfacheren Unterbau und einen leichteren Oberbau. Die Höchstgeschwindigkeit wurde auf 25 mph (etwa 40,2 km/h) beschränkt. Eröffnet wurde die Strecke schließlich am 2. Juni 1902, nachdem eine Inspektion durch das Board of Trade drei Tage zuvor keine Beanstandungen aufgezeigt hatte.
Der erste Zug wurde mit der Dunrobin, der persönlichen Lokomotive des Duke of Sutherland – der selbst jedoch an der Einweihung nicht teilnehmen konnte und sich durch seinen Verwalter vertreten ließ – bespannt. Der Duke hatte sich zuvor das Recht zusichern lassen, auch die Strecke nach Dornoch mit der Dunrobin nach Bedarf befahren zu können. Zu den Teilnehmern der Eröffnung zählte auch der schottisch-amerikanische Stahlmagnat Andrew Carnegie, dessen Sommersitz Skibo Castle in der Nähe von Dornoch lag. Er kündigte an, sich für einen direkten Kurswagen zwischen Inverness und Dornoch einzusetzen, der in den folgenden Jahren auch regelmäßig an bestimmten Sommertagen verkehrte. Im September 1902 befuhr die Dunrobin nochmals mit einem Sonderzug die Strecke, diesmal mit König Edward VII. als Gast im Führerstand. Die HR eröffnete zwei Jahre nach der Streckeneröffnung in der Nähe des Endbahnhofs als ihr erstes eigenes Hotel das Dornoch Hotel, um zusätzliche Fahrgäste anzuziehen.
Bis 1921 machte die DLR mit der Strecke bescheidene Gewinne, bevor sie in der wirtschaftlich schwierigen Zeit nach dem Ersten Weltkrieg erste Verluste machte. Mit dem Railways Act 1921 endete die Existenz der DLR. Zusammen mit der Highland Railway ging die Gesellschaft zum 1. Januar 1923 in der neuen London, Midland and Scottish Railway auf, die die Strecke weitgehend unverändert die nächsten 25 Jahre betrieb. In den 1930er Jahren erwog die LMS die Einstellung aller Strecken nördlich von Inverness, sah aber aufgrund der Kosten, die durch noch laufende Verträge und Garantien zu erwarten gewesen wären, davon ab. 1948 übernahm British Railways (BR) als Staatsbahn gemäß dem Transport Act 1947 die vier großen britischen Privatbahnen, die Strecke der Dornoch Light Railway gehörte seitdem zur Scottish Region von BR.
Einen ersten konkreten Stillegungsversuch gab es bereits 1949, jedoch wurde der Antrag aufgrund des Widerstands des Dornoch Town Council zunächst abgelehnt. In der Nachkriegszeit sank die Nachfrage im Personen- und Güterverkehr weiter ab, befördert auch durch den Umsteigezwang zu den Zügen der Far North Line und die umwegige Streckenführung in und aus Richtung Süden im Vergleich mit der Straßenanbindung von Dornoch. Bereits vor dem 1991 erfolgten Bau der Dornoch Firth Bridge war die Straßenverbindung zwischen Dornoch und Inverness über Bonar Bridge deutlich kürzer als die Bahnverbindung, so dass die Konkurrenz sowohl des Busses wie auch des motorisierten Individualverkehrs die Fahrgastzahlen der Bahn Jahr für Jahr reduzierten.
1960 stimmte die British Transport Commission dem Antrag zur Einstellung schließlich zu und zum 13. Juni 1960 stellte British Railways den Betrieb auf der Strecke ein. Mehrere hundert Menschen verabschiedeten den letzten Zug in Dornoch, unter den Fahrgästen des Zugs waren auch ein paar Teilnehmer der Einweihungsfahrt 1902. Bereits 1962 war die Strecke komplett abgebaut. Der Abzweigbahnhof The Mound wurde ebenfalls für den Personenverkehr geschlossen, da er fast ausschließlich für den Umsteigeverkehr Bedeutung gehabt hatte. Auch weitere schwach nachgefragte Bahnhöfe der Far North Line wurden zum gleichen Datum geschlossen. Das Dornoch Hotel blieb bis 1965 im Besitz der jeweiligen Bahngesellschaft, zuletzt als Teil der zu British Railways gehörenden British Transport Hotels Ltd.

## Streckenbeschreibung

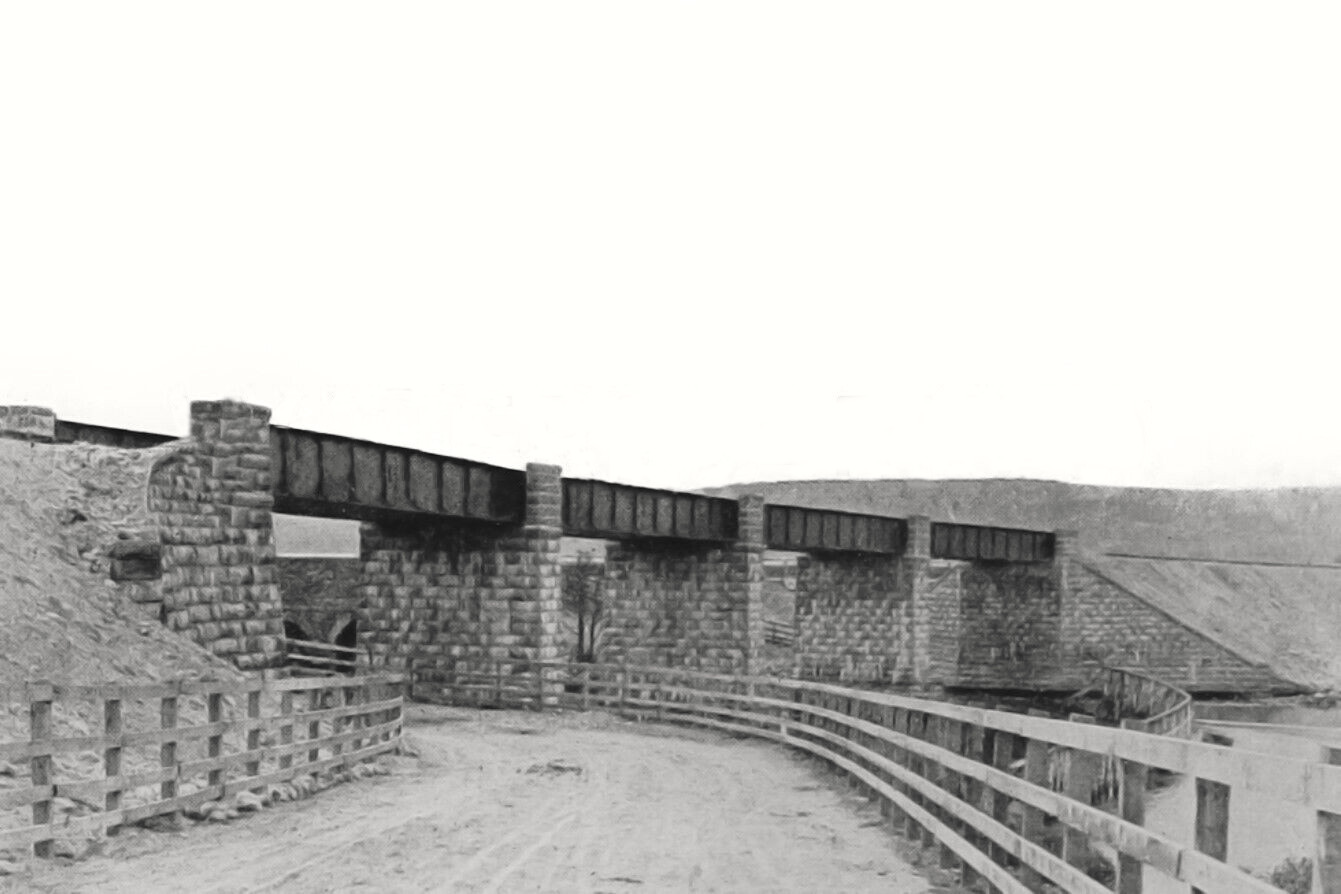
Der Viadukt über den River Fleet, um 1910, Blick von Norden

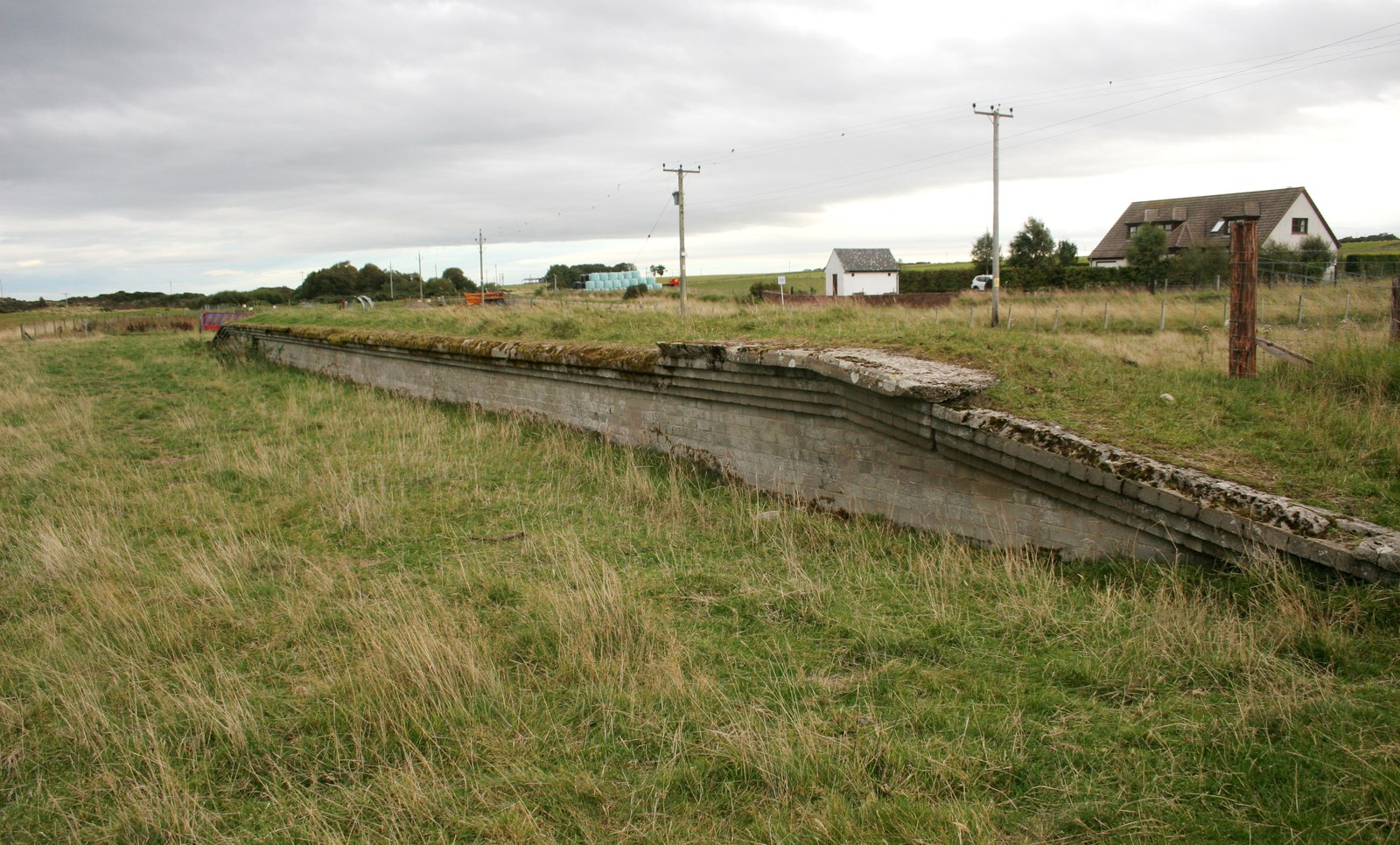
Die erhalten gebliebene Bahnsteigkante in Skelbo

Die Strecke wies mit Ausnahme der Querung des River Fleet direkt südlich des Abzweigbahnhofs keine nennenswerten Kunstbauten auf. Der Viadukt über den Fleet bestand aus vier auf Widerlagern und Pfeilern aus Naturstein liegenden Stahlträgern und wurde parallel zur von Thomas Telford bereits 1813 für den Straßenverkehr erbauten Mound Bridge erbaut. Westlich parallel zur A9 führte die Strecke über den anschließenden, ebenfalls von Telford erbauten Damm The Mound. Am Südende des Damms querte die Strecke die A9 und wandte sich parallel zur Küste von Loch Fleet über den nur bei Bedarf bedienten Zwischenhalt Cambusavie Platform nach Südosten. Nach Skelbo, der nächsten Station, führte die Strecke in Richtung Süden weiter parallel zur Küste über Embo bis nach Dornoch. Züge in Richtung The Mound mussten vor dem Bahnhof eine kurze Rampe mit 2,2 % Steigung überwinden. Der höchste Punkt der Strecke lag zwischen Embo und Dornoch, aus Richtung Dornoch betrug die Steigung hier ebenfalls 2%, aus der Gegenrichtung erreichte die Steigung nach einem kurzen 2%-Gefälle hinter Embo lediglich 1,6%. Ansonsten besaß die Strecke nur wenige Steigungen und verlief überwiegend flach entlang der Küste. Sie durchquerte vorwiegend landwirtschaftlich genutzte Bereiche und bot gute Ausblicke auf Loch Fleet und die Nordsee. Nördlich von Dornoch passierte sie den Golfplatz des Royal Dornoch Golf Club, einen der ältesten Golfplätze der Welt.
Alle Zwischenstationen besaßen keine Kreuzungsmöglichkeiten, die Strecke wurde daher sicherungstechnisch nach dem Prinzip One Engine in steam (Ein-Zug-Betrieb) betrieben. In Skelbo und Embo existierte außer dem Bahnsteig am Streckengleis jeweils ein Ladegleis für den lokalen Güterverkehr, Cambusavie besaß lediglich einen Bahnsteig. Der Bahnhof von Dornoch besaß ein kleines einstöckiges Bahnhofsgebäude aus Holz, ein Bahnsteig- und ein Umfahrungsgleis, ein paar Abstellgleise und einen hölzernen Lokschuppen. Gegenüber dem Empfangsgebäude gab es einen kleinen Güterschuppen und Gleise für den Güterverkehr. Der Bahnhof The Mound war als Keilbahnhof ausgeführt und besaß jeweils einen Bahnsteig an der Far North Line und der Dornoch Light Railway nördlich und südlich des aus dem Jahr 1877 stammenden, aus Ziegelmauerwerk errichteten Bahnhofsgebäudes. Für die DLR-Züge existierte auf der Südseite ein Umfahrungsgleis, die Far North Line besaß ein Kreuzungsgleis, das mangels Bahnsteig aber nicht zur Begegnung von Personenzügen nutzbar war. Zudem existierten auf der Nordseite an der Far North Line Ladegleise für den lokalen Güterverkehr. 1963 wurden das Kreuzungsgleis, die Güterverkehrsanlagen und das Stellwerk aufgelassen und abgebaut, nachdem der Bahnhof als Halt für den Personenverkehr der Far North Line bereits 1960 mit der Einstellung der DLR geschlossen worden war.
Nach der Einstellung wurden die Gleise bis 1962 abgebaut. Die Brücke über den Fleet existiert nicht mehr, die Trasse ist nur noch teilweise in der Landschaft zu erkennen, da sie an verschiedenen Stellen in landwirtschaftliche Nutzflächen umgewandelt wurde. Abschnittsweise wurde die Trasse zur Verbreiterung der benachbarten Straße genutzt. In Skelbo und Dornoch existieren noch die Bahnsteigkanten, die Empfangsgebäude in Dornoch und The Mound sowie die Wärterhäuschen an den ehemaligen Bahnübergängen sind ebenfalls erhalten. Während das Bahnhofsgebäude von The Mound in ein Wohnhaus umgewandelt wurde, diente das Gebäude in Dornoch lange Jahre als Ladengeschäft, inzwischen beherbergt es eine Chiropraktik-Praxis.

## Verkehrsangebot
Mit der Betriebsaufnahme verkehrten drei Zugpaare an Werktagen auf der Strecke, Sonntagsverkehr gab es während der ganzen Betriebszeit der Strecke nicht. Dieses Angebot blieb fast während der gesamten Betriebszeit weitgehend unverändert, in manchen Fahrplanjahren gab es an einzelnen Tagen zusätzliche Züge, so etwa an Dienstagen, dem traditionellen Markttag in Dornoch. Für 1920 sind vier Zugpaare im Fahrplan enthalten. In den 1950er Jahren sank die Zahl der Zugpaare teilweise ab, so sind 1955 lediglich noch zwei Zugpaare verzeichnet. Bedingt durch die sechs Bahnübergänge, die vom Zugpersonal zu bedienen waren und daher jeweils einen Haltevorgang erforderten, sowie die maximale Streckenhöchstgeschwindigkeit von 25 mph benötigten die Züge in der Regel zwischen 40 und 45 Minuten für die Strecke. Es verkehrten in der Regel keine gesonderten Güterzüge. Güterwagen wurden meist in den Personenzügen mitgeführt, diese gemischten Züge trugen ebenfalls zur geringen Reisegeschwindigkeit bei. Das Frachtaufkommen bestand überwiegend aus Stückgut, Kohle und Vieh. Dornoch war der einzige Bahnhof mit nennenswertem Güteraufkommen, auch wenn in Embo, dessen Bevölkerung vorwiegend von der Fischerei lebte, in den ersten Jahren in größerem Umfang Fisch verladen wurde. Die Strecke hätte grundsätzlich schnellere Fahrten ermöglicht, wie eine Fahrt im Juni 1920 zeigte, bei der ein Zug die Hin- und Rückfahrt innerhalb einer Stunde absolvierte, um den Anschluss nach Süden in The Mound noch rechtzeitig herzustellen.
Wie von Andrew Carnegie während der Eröffnung vorgeschlagen, gab es in den ersten Jahren regelmäßig an bestimmten Sommertagen Kurswagen von und nach Inverness, die in The Mound umgestellt wurden. Einen direkten Zug zwischen Inverness und Dornoch gab es nur im Sommer 1906. Der Further North Express verkehrte nur an Freitagen. Er verließ Inverness um 14.30 Uhr und erreichte um 19:33 Uhr seinen Zielbahnhof Dornoch. Zwischen Inverness und The Mound bediente er keine weiteren fahrplanmäßigen Halte. Eine vergleichbare Leistung in der Gegenrichtung wurde nicht angeboten. Anscheinend bewährte sich der Zuglauf nicht, denn in den kommenden Jahren verkehrte der Further North Express zwar weiterhin im Sommer, jedoch nicht mehr nach Dornoch, sondern nach Wick.

## Fahrzeugeinsatz

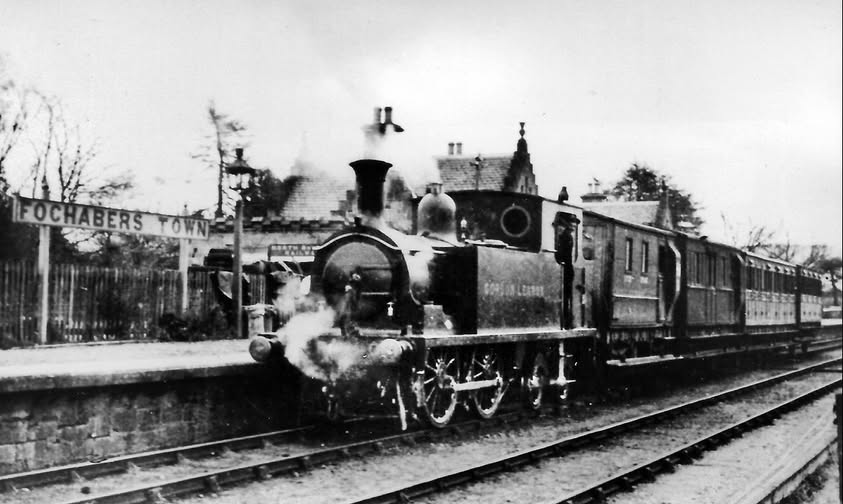
Lokomotive 40 der lange Jahre auf der Strecke nach Dornoch eingesetzten HR-Klasse W

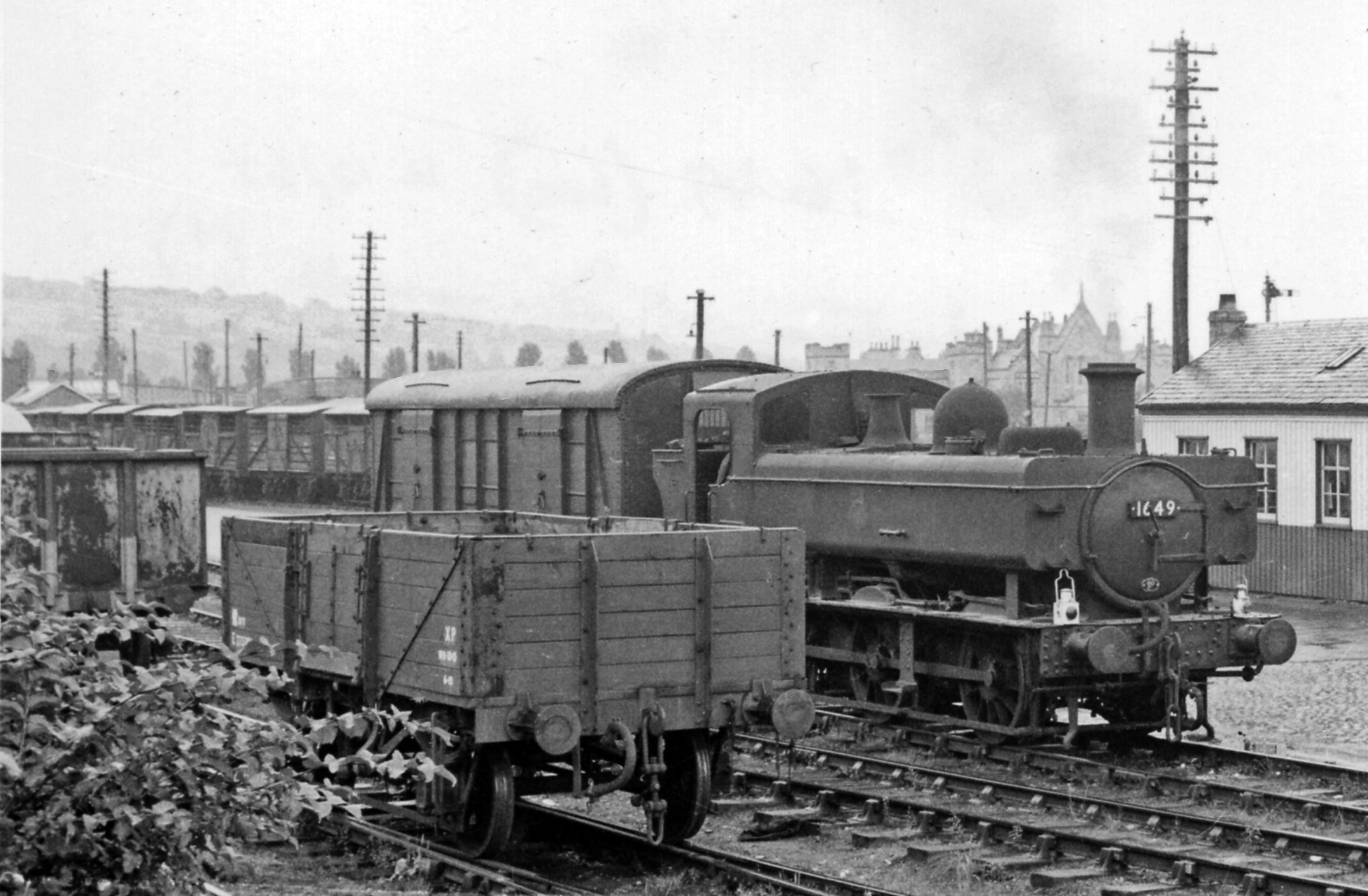
Lokomotive 1649 zwei Jahre nach Einstellung der Strecke in Dingwall an der Far North Line

Während der gesamten Betriebszeit der Strecke nach Dornoch wurden auf ihr planmäßig ausschließlich Dampflokomotiven eingesetzt. Bis 1935 waren diese in Dornoch beheimatet, seitdem fungierte Dornoch nicht mehr als eigenständiges Depot und war dem Depot Inverness als Außenstelle zugeordnet. Nach dem Zweiten Weltkrieg wurden die Dornocher Lokomotiven in Helmsdale beheimatet, ebenfalls eine Außenstelle von Inverness. Da Helmsdale rund 30 Kilometer nordöstlich von The Mound liegt, übernachteten die Maschinen weiterhin in Dornoch und fuhren nur zu größeren Arbeiten und Untersuchungen nach Helsmdale. Die Züge bestanden je nach Nachfrage aus einem bis drei Personenwagen, nach Bedarf ergänzt um Güterwagen.
Nach Inbetriebnahme stationierte die HR zunächst die Lokomotive Nr. 56 der Klasse R auf der DLR, eine Satteltank-Tenderlokomotive der Achsfolge C. Die bereits 1869 erbaute Maschine war 1896 modernisiert worden. 1902 erhielt sie eigens den Namen Dornoch, zuvor hatte sie den Namen Balnain getragen. Die Maschine blieb mindestens bis 1919 die Stammlokomotive in Dornoch und wurde nur bei größeren Untersuchungen oder Reparaturen von anderen Lokomotiven vertreten.
1905/06 hatte die HR mit der Klasse W vier Tenderlokomotiven mit der Achsfolge B2’ für ihre Nebenstrecken in ihren eigenen Werkstätten in Inverness bauen lassen, deren Konstruktion auf der 1895 gebauten Dunrobin des Duke of Sutherland basierte. Eine dieser Lokomotiven, die Nr. 45, kam nach 1919 nach Dornoch und war zu LMS-Zeiten durchgängig auf der Dornoch Light Railway im Einsatz. Auch nach dem Zweiten Weltkrieg bedienten bis 1957 die ehemaligen HR-Lokomotiven der Klasse W die Strecke. Ihr Einsatz endete, als mit der früheren Nr. 45, die von BR die Nummer 55053 erhalten hatte, die letzte dieser kleinen Tenderlokomotiven nach einem Achsbruch Anfang 1957 ausgemustert werden musste.
Als Ersatz verlegte BR aus ihrer Western Region zunächst eine Lokomotive der ehemaligen GWR-Klasse 1600 in das Depot Helmsdale, bald gefolgt von einer zweiten Maschine dieser Pannier-Tenderlokomotiven der Achsfolge C als Reserve. Kurzzeitig kam 1957/58 auch eine Lokomotive der Standardklasse 2 2-6-2T zum Einsatz. Die beiden Lokomotiven mit den Nummern 1646 und 1649 blieben bis zur Einstellung der Strecke im Einsatz. Während des Streckenabbaus setzte die damit beauftragte Firma 1962 eine kleine, von Ruston & Hornsby gebaute Diesellokomotive ein, soweit bekannt war dies die einzige je auf der Strecke eingesetzte Diesellokomotive. Die Maschine blieb auf einem Gleisstück in Skelbo stehen und musste im August 1962 per Tieflader abtransportiert werden.